# Ильинка (приток Чира)
Ильинка — река в России, протекает по Боковскому району Ростовской области; левый приток реки Чир в 228 км от её устья. Длина реки — 12 км, площадь водосборного бассейна — 94,2 км.

## Описание
Река берёт начало выше хутора Ильин Боковского района. Протекает вдоль внутрирайонной грунтовой дороги до хутора Коньков, пересекает его и впадает в реку Чир.
В совхозе «Боковский» Боковского района на реке Ильинке был построен пруд.

## Данные водного реестра
По данным государственного водного реестра России относится к Донскому бассейновому округу, водохозяйственный участок реки Чир. Речной бассейн реки — Дон (российская часть бассейна).
Код объекта в государственном водном реестре — 05010300812107000009665.